# Pierre Jouve
Pour les articles homonymes, voir Jouve.
Pierre Jouve, né le 25 septembre 1943 à Brazzaville, est un peintre, écrivain, photographe, réalisateur de télévision et journaliste français.

## Biographie
Pierre Jouve est né le 25 septembre 1943 à Brazzaville, au Congo, où son père, Géraud Jouve (1901-1990) dirige Radio-Brazzaville (France libre), après avoir été délégué de l'Agence Havas à Berlin (1931), Budapest (1933) et Bucarest (1940). Après ces années de résistance, ce dernier devient député du Cantal puis ambassadeur. Sa mère, Élisabeth Jouve, née Krausz (1909-1981), était une pianiste hongroise.
Il débute par le journalisme écrit national et international, puis commence la réalisation de documentaires. Il opte ensuite pour le littéraire et la photographie. Son histoire personnelle inspire son travail.

### Journalisme, télévision et écriture
Entré à l’Agence France-Presse (AFP) à l’âge de 22 ans, Pierre Jouve vit des moments clefs de l'actualité : la chute du Shah d’Iran, la fin de Bokassa, en Centrafrique, l’Algérie, notamment, ou auparavant et plus simplement les faits-divers parisiens qui, à l’époque étaient narrés d’une manière littéraire. Pierre Jouve quitte l’AFP en 1984, puis entreprend, avec le psychanalyste Ali Magoudi, la réalisation des autoportraits télévisés, des présidents François Mitterrand,, puis Jacques Chirac, diffusés par TF1, et de Jean-Marie Le Pen, qui donnèrent lieu à trois livres (Mitterrand et Chirac aux Éditions Carrère, Le Pen à La Découverte). Il réalise dans les années qui suivent deux documentaires, l’un sur la mort du pilote brésilien Ayrton Senna, l’autre sur le cabaret Le Lido (tous deux diffusés par Canal +). Il publie un essai sur François Mitterrand (revue Esprit), puis Brigade Criminelle, un ouvrage sur la psychologie des policiers de ce service (Denoël) et enfin un roman : Paris sans suite (Denoël), ainsi que des entretiens avec le cardinal-archevêque de Paris André Vingt-Trois (Une mission de liberté chez Denoël en 2010). Puis un essai sur les survivants de la Shoah (Esprit, mars 2020).

### Photographie
À vingt-ans Pierre Jouve est initié à la caméra sur les plateaux de tournage de cinéma et publicité. Après trente années de journalisme écrit ou de réalisation télévisuelle, d’écriture d’essais politiques, il retrouve l’image photographique, en particulier autour des ports (Venise, Naples, le Havre notamment). Il explore la face cachée de Paris, avec les services de police de la Préfecture de Police de Paris (de 2007 à 2009, Pierre Mutz étant alors préfet). Il effectue une immersion dans les drames sociaux ou crapuleux,
Pierre Jouve poursuit dans cette veine avec la création photographique des « Berliners », une série de photographies plasticiennes mettant en scène des fragments de poupées.

### Peinture
Élève de Pierre Baqué et de James Blœdé, Pierre Jouve s’inspire de son passé, des aventures de ses parents, de ses origines, pour aboutir à une première œuvre globale, exposée en 2019, au Musée d’Aurillac, puis programmée au Musée Juif de Berlin.
Un ensemble d’œuvres peintes nouvelles est exposé en février 2022 à la galerie Pierre-Alain Challier, Paris.
Comme pour la photographie, Pierre Jouve s’inspire d’« événements visuels », du « spectacle » d’une chose matérielle ou naturelle, d’un être ou d’un animal, etc. qui offre une originalité plastique, émet la sensation du tragique, une transe, une puissance ou une faiblesse terrible, éveille la pensée, peut devenir l’esquisse d’une œuvre graphique ou littéraire.[réf. nécessaire]

## Expositions
- 2019: Berlin Trizac - musée d’art et d'archéologie d'Aurillac[19],[20].
- 2017: Violences - Fez
- 2012: Berliners  - Galerie Alain Le Gaillard, Paris[21].

Marianne brisée - Linnammuseum, Talline, Estonie.
- 2011: Eyes on Paris, Paris im Fotobuch, 1890 bis Heute[22].
- 2010: Marianne brisée - Werkstatt Galerie, Berlin.

Marianne brisée - Musée Carnavalet, Paris.
- 2009: Marianne brisée, ou la face cachée de Paris - Musée d’Art Moderne, Saint Etienne.
- 2002: Venise portuaires - Musée du Port Venise, Italie.

## Livres photographiques
- Marianne brisée (Liénart) 2009[23].
- Le Havre, ville port (Isthme Editions) 2005[24].
- Naples portuaire  (Mazzotta Ed.) 2004.
- Venise portuaire  (Marsilio), prix Orvieto du meilleur livre de photographie publié en Italie en 2002.

## Écrits
- «La France de Vichy et l’Allemagne Nazie : états d’âme», dans la revue Esprit, juillet/août 2023 (pp.137-144)
- «Survivant ou mort-vivant?», dans la revue Esprit, mars 2020 (pp.120-127)
- Paris sans suite, roman (Denoël 2010)[25].
- La Brigade criminelle, enquête inédite (Denoël 2004)[26].
- Les dits et les non dits de Jean-Marie Le Pen (La Découverte 1988), avec le psychanalyste Ali Magoudi[27],[28].
- Jacques Chirac, portrait total (Carrere 1987) avec le psychanalyste Ali Magoudi[29],[30].
- François Mitterrand, portrait total  (Carrere 1986). avec le psychanalyste Ali Magoudi.

## Télévision
- François Mitterrand, autoportrait  (TF1).
- Jacques Chirac, autoportrait  (TF1)[31].
- Jean-Marie Le Pen, avec le psychanalyste Ali Magoudi (Public Senat)[32].
- La Mort d’Ayrton Senna (Canal +)[33].
- Le Lido (Canal +).

## Collections
Œuvres acquises par la Fondation Antoine de Galbert, le Musée juif de Berlin et divers collectionneurs privés.